# Премія ЕХО
Премія ЕХО (ECHO) — німецька музична нагорода, яка вручається щороку від асоціації звукозаписних компаній Deutsche Phono-Akademie. Заснована 1992 року. 
Щороку переможець визначається за обсягом продажів минулого року. Премії вручаються у «міжнародних» та «національних» номінаціях для артистів-жінок, артистів-чоловіків, музичних гуртів, синглів і «новачків». Станом на 2010 рік найбільшу кількість премій ЕХО — 13, здобув тірольський гурт Kastelruther Spatzen.